# Jakob Linckh
Jakob Linckh (* 14. November 1787 in Cannstatt; † 4. April 1841 in Stuttgart) war ein deutscher Maler, Archäologe und Philhellene.

## Leben
Jakob Linckh war der Sohn eines vermögenden Cannstatter Wirts. Er sollte Kaufmann werden, fühlte sich jedoch zur Kunst hingezogen und widmete sich der Landschaftsmalerei.
Linckh reiste nach Italien und schloss sich in Rom einer Gruppe von Architekten und Archäologen um Charles Robert Cockerell, John Foster (1787–1846), Carl Haller von Hallerstein, Otto Magnus von Stackelberg, Peter Oluf Brøndsted und Georg Christian Gropius an. Sie gründeten die Vereinigung Xeneion, die das Ziel hatte, Ausgrabungen in Griechenland durchzuführen und die Funde nach Verschiffung und Versteigerung europäischen „Liebhabern“ zum Kauf anzubieten. Die Gruppe unternahm 1810 ihre erste Expedition nach Griechenland, um – in unterschiedlicher Zusammensetzung – an mehreren griechischen Orten Ausgrabungen durchzuführen. Die Reise nach Griechenland begann im Juli 1810 in Neapel und war lang und abenteuerlich, im September desselben Jahres kam die Gruppe in Piräus an.

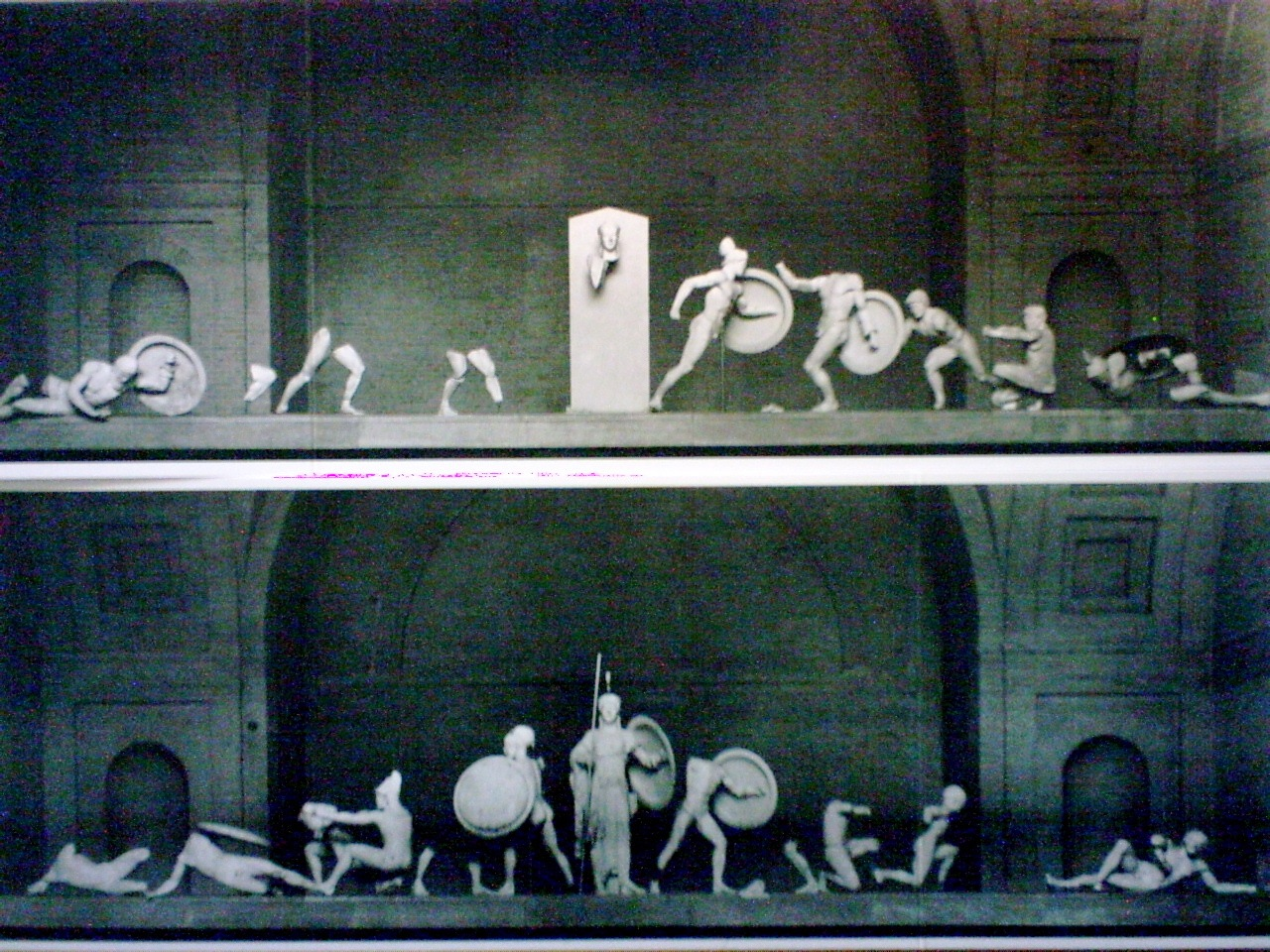
Giebelfiguren vom Aphaiatempel in der Münchner Glyptothek

Im Frühjahr 1811 war Linckh an der Expedition zum Aphaiatempel auf der Insel Ägina beteiligt; die Gruppe entdeckte bei der Aufnahme des Grundrisses unter den Trümmern die Giebelfiguren des Tempels und legte sie frei. Ein großer Teil dieser Giebelfiguren, in der Archäologie als „Aigineten“ bekannt, wurde 1812 dem bayerischen Kronprinzen Ludwig für 7000 Gulden verkauft (von der osmanischen Regierung war eine Ausfuhrerlaubnis erworben worden) und befindet sich seit 1830 in der Münchner Glyptothek.
Gemeinsam mit Brøndsted unternahm Linckh im Winter 1811/12 Ausgrabungen am Athena-Tempel von Karthaia auf der Insel Kea.

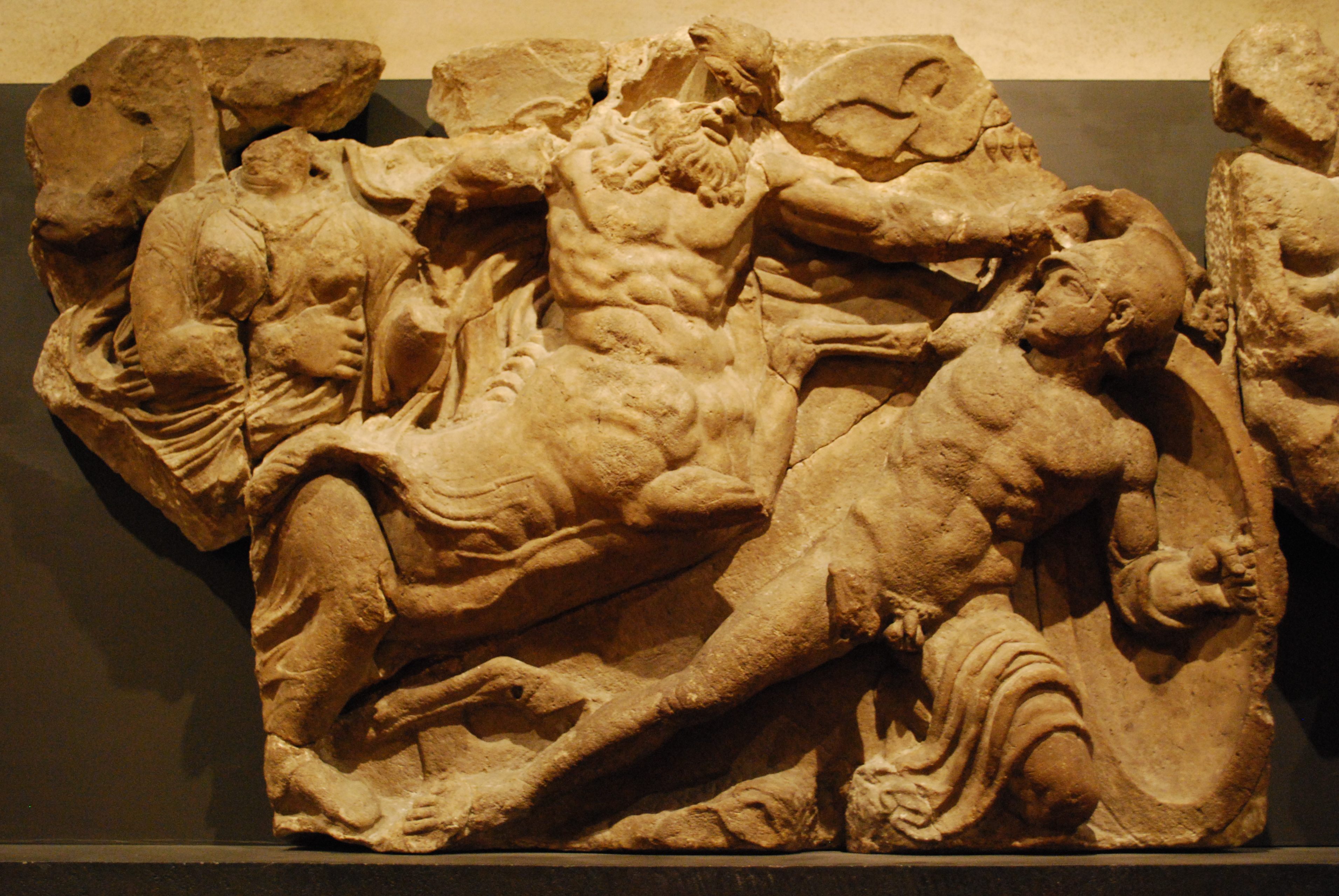
Fries des Apollon-Tempels in Bassae, Kampf der Kentauren

1812 wurden Teile des Apollontempels bei Bassae in Arkadien freigelegt. Der von der Expedition entdeckte und freigelegte Relief-Fries von der Cella-Innenwand, der einzige aus der griechischen Antike erhaltene Cella-Innenfries, befindet sich seit 1814 im Britischen Museum in London. Er zeigt die Amazonen- und Kentaurenschlacht.
Linckh führte auch auf Ithaka Grabungen durch. Im Jahre 1813 reiste er mit Gropius nach Konstantinopel. Im Jahr 1814 unternahmen Cockerell und Linckh eine neue archäologische Expedition mit dem Architekten Thomas Allason (1790–1852), dem Archäologen John Spencer Stanhope (1787–1873) und James Tupper Perchard. Über Marathon, Tanagra, Aulis und Chalkis kam die Gruppe nach Eretria, wo Linckh einen Plan des antiken Theaters aufnahm.
Linckh, der am Verkauf der Altertümer partizipierte und dadurch vermögend wurde, ließ sich in Rom nieder, wo er dem Kreis der Römischen Hyperboreer nahestand. Im Jahre 1832 siedelte er schließlich nach Stuttgart über, wo er auch starb. Er wurde auf dem Steigfriedhof in Cannstatt bestattet.
Jakob Linckh heiratete 1826 Thekla Bilfinger aus Cannstatt (1806–1876).